# مدیر عملیات
مدیر عملیات (به انگلیسی: Chief operating officer) یا مدیر ارشد عملیات (به‌اختصار: COO) یکی از بالاترین مناصب اداری در ساختار سازمانی یک شرکت، سازمان یا کورپوریشن به‌خصوص موسسات مالی و بانک‌ها می‌باشد، که مسئولیت مدیریت بر کلیه عملیات روزانه شرکت، همچنین ارائه گزارش روزانه به مدیر عامل شرکت را بر عهده دارد.
در بعضی سازمان‌ها، مدیر عملیات همزمان ریاست شرکت را نیز بر عهده دارد، که در اینصورت پس از مدیرعامل، بالاترین مقام تصمیم‌گیری را در سیستم، به خود اختصاص خواهد داد. این حالت اغلب در مواقعی که مدیرعامل به صورت همزمان رئیس هیئت مدیره شرکت نیز باشد، مشاهده می‌شود.